# Molophilus longifurcatus
Molophilus longifurcatus là một loài ruồi trong họ Limoniidae. Chúng phân bố ở miền Australasia.